# Okręgi wyborcze do Sejmu Rzeczypospolitej Polskiej (1993–2001)
Lista okręgów wyborczych do Sejmu w wyborach parlamentarnych w latach 1993 i 1997.
| Nr | Siedziba OKW         | Obszar | Posłów (1993) | Posłów (1997) |
| -- | -------------------- | --- | ------------- | ------------- |
| 1  | Warszawa             | Warszawa | 17            | 17            |
| 2  | Warszawa             | województwo warszawskie bez miasta Warszawy | 8             | 8             |
| 3  | Biała Podlaska       | województwo bialskopodlaskie | 3             | 3             |
| 4  | Białystok            | województwo białostockie | 7             | 7             |
| 5  | Bielsko-Biała        | województwo bielskie | 9             | 9             |
| 6  | Bydgoszcz            | Województwo bydgoskie | 11            | 11            |
| 7  | Chełm                | województwo chełmskie | 3             | 3             |
| 8  | Ciechanów            | województwo ciechanowskie | 4             | 4             |
| 9  | Częstochowa          | województwo częstochowskie | 8             | 8             |
| 10 | Elbląg               | województwo elbląskie | 5             | 5             |
| 11 | Gdańsk               | województwo gdańskie | 15            | 15            |
| 12 | Gorzów Wielkopolski  | województwo gorzowskie | 5             | 5             |
| 13 | Jelenia Góra         | województwo jeleniogórskie | 5             | 5             |
| 14 | Kalisz               | województwo kaliskie | 7             | 7             |
| 15 | Sosnowiec            | województwo katowickie (obszar gmin: Babice, Bobrowniki, Bolesław, Chrzanów, Klucze, Libiąż, Łazy, Mierzęcice, Ogrodzieniec, Olkusz, Ożarowice, Pilica, Psary, Siewierz, Trzebinia, Wolbrom, Żarnowiec oraz miast: Będzin, Bukowno, Czeladź, Dąbrowa Górnicza, Jaworzno, Poręba, Sławków, Sosnowiec, Wojkowice, Zawiercie) | 10            | 10            |
| 16 | Katowice             | województwo katowickie (obszar gmin: Bojszowy, Chełm Śląski, Kobiór, Wyry oraz miast: Bieruń, Bytom, Chorzów, Imielin, Katowice, Lędziny, Łaziska Górne, Mikołów, Mysłowice, Piekary Śląskie, Ruda Śląska, Siemianowice Śląskie, Świętochłowice, Tychy, Zabrze) | 17            | 16            |
| 17 | Gliwice              | województwo katowickie (obszar gmin: Bestwina, Brzeszcze, Czechowice-Dziedzice, Czerwionka-Leszczyny, Gaszowice, Gierałtowice, Goczałkowice-Zdrój, Godów, Gorzyce, Jejkowice, Kornowac, Krupski Młyn, Krzanowice, Krzyżanowice, Kuźnia Raciborska, Lubomia, Lyski, Marklowice, Miedźna, Mszana, Nędza, Ornontowice, Pawłowice, Pietrowice Wielkie, Pilchowice, Pszczyna, Rudnik, Rudziniec, Sośnicowice, Suszec, Świerklaniec, Świerklany, Toszek, Tworóg, Wielowieś, Zbrosławice, Zebrzydowice oraz miast: Gliwice, Jastrzębie-Zdrój, Knurów, Miasteczko Śląskie, Orzesze, Pszów, Pyskowice, Racibórz, Radlin, Rybnik, Rydułtowy, Tarnowskie Góry, Wodzisław Śląski, Żory) | 14            | 14            |
| 18 | Kielce               | województwo kieleckie | 11            | 12            |
| 19 | Konin                | województwo konińskie | 5             | 5             |
| 20 | Koszalin             | województwo koszalińskie | 5             | 5             |
| 21 | Kraków               | województwo krakowskie | 13            | 13            |
| 22 | Krosno               | województwo krośnieńskie | 5             | 5             |
| 23 | Legnica              | województwo legnickie | 5             | 5             |
| 24 | Leszno               | województwo leszczyńskie | 4             | 4             |
| 25 | Lublin               | województwo lubelskie | 10            | 10            |
| 26 | Łomża                | województwo łomżyńskie | 4             | 4             |
| 27 | Łódź                 | województwo łódzkie | 12            | 11            |
| 28 | Nowy Sącz            | województwo nowosądeckie | 7             | 7             |
| 29 | Olsztyn              | województwo olsztyńskie | 8             | 8             |
| 30 | Opole                | województwo opolskie | 10            | 10            |
| 31 | Ostrołęka            | województwo ostrołęckie | 4             | 4             |
| 32 | Piła                 | województwo pilskie | 5             | 5             |
| 33 | Piotrków Trybunalski | województwo piotrkowskie | 7             | 7             |
| 34 | Płock                | województwo płockie | 5             | 5             |
| 35 | Poznań               | województwo poznańskie | 14            | 14            |
| 36 | Przemyśl             | województwo przemyskie | 4             | 4             |
| 37 | Radom                | województwo radomskie | 8             | 8             |
| 38 | Rzeszów              | województwo rzeszowskie | 7             | 8             |
| 39 | Siedlce              | województwo siedleckie | 7             | 7             |
| 40 | Sieradz              | województwo sieradzkie | 4             | 4             |
| 41 | Skierniewice         | województwo skierniewickie | 4             | 4             |
| 42 | Słupsk               | województwo słupskie | 4             | 4             |
| 43 | Suwałki              | województwo suwalskie | 5             | 5             |
| 44 | Szczecin             | województwo szczecińskie | 10            | 10            |
| 45 | Tarnobrzeg           | województwo tarnobrzeskie | 6             | 6             |
| 46 | Tarnów               | województwo tarnowskie | 7             | 7             |
| 47 | Toruń                | województwo toruńskie | 7             | 7             |
| 48 | Wałbrzych            | województwo wałbrzyskie | 8             | 8             |
| 49 | Włocławek            | województwo włocławskie | 4             | 4             |
| 50 | Wrocław              | województwo wrocławskie | 12            | 12            |
| 51 | Zamość               | województwo zamojskie | 5             | 5             |
| 52 | Zielona Góra         | województwo zielonogórskie | 7             | 7             |